# Game no Kanzume: Otokuyō
Game no Kanzume: Otokuyō (ゲームのかんづめ お徳用 en japonais), également connu sous le nom Game no Kanzume O Tokuyō, est une compilation de plusieurs jeux vidéo Sega Meganet, sortie le 1er juin 1995 sur Mega Drive, uniquement au Japon. Elle a été développée et éditée par Sega.
Elle fait également partie des titres préinstallés sur les versions de la Mega Drive Mini sorties au Japon, en Corée et en Chine le 19 septembre 2019.

## Contenu
La compilation contient les jeux Sega Meganet suivants :
- 16t
- Awogue: Hero in the Sky
- Doki Doki Penguin Land MD
- Fatal Labyrinth
- Flicky
- Hyper Marbles
- Medal City
- Paddle Fighter
- Putter Golf
- Pyramid Magic
- Robot Battler
- Teddy Boy Blues